# وزارة الإعلام (الصومال)
وزارة الإعلام والبريد والاتصالات هي الوزارة المسؤولة عن الاتصالات الحكومية في الصومال.

## خلفية تاريخية
قبل استقلال الصومال شغل الوزير أفقرشي، منصب وزير الاتصالات لدولة الدراويش، وشغل يوسف بوكه منصب وزير الإعلام بعد الاستقلال. 
في الفترة ما بين عامي 2000 و2014 أشرفت الوزارة أيضًا على الاتصالات المحلية وخدمة البريد الصومالية. في 17 يناير 2014 قسم رئيس الوزراء الصومالي عبد الولي شيخ أحمد الحقيبة الوزارية إلى وزارتين، وزارة البريد والاتصالات ووزارة الإعلام. 
يشغل داؤد أويس حاليا منصب وزير الإعلام في الحكومة الفيدرالية.